# Franke Sloothaak
 (février 2019).
Si vous disposez d'ouvrages ou d'articles de référence ou si vous connaissez des sites web de qualité traitant du thème abordé ici, merci de compléter l'article en donnant les références utiles à sa vérifiabilité et en les liant à la section « Notes et références ».
Franke Sloothaak est un cavalier allemand de saut d'obstacles, né le 2 février 1958 à Heerenveen aux Pays-Bas.

## Palmarès mondial
- 1984 : médaille de bronze par équipe aux Jeux olympiques de Los Angeles aux États-Unis avec Farmer.
- 1985 : médaille de bronze aux championnats d'Europe à Dinard en France avec Walido.
- 1988 : médaille d 'or par équipe aux Jeux olympiques de Séoul en Corée avec Walzerkönig.
- 1991 : médaille d'argent individuelle aux championnats d'Europe à La Baule en France avec Walzerkönig.
- 1994 : médaille d'or par équipe et individuelle aux Jeux équestres mondiaux à La Haye aux Pays-Bas avec Weihaiwej.
- 1996 : médaille de bronze par équipe aux Jeux olympiques d’Atlanta aux États-Unis avec Joli Cœur.
- 1998 : médaille de bronze aux Jeux équestres mondiaux à Rome en Italie avec Joli Cœur.